# Barbara Ann Cochran
Pour les articles homonymes, voir Cochran.
Barbara Ann Cochran, née le 4 janvier 1951 à Claremont dans le New Hampshire, est une skieuse alpine américaine. Championne olympique en 1972 à Sapporo, elle fait partie d'une famille de skieurs alpins, ses sœurs de Marilyn et Linda, son frère Bob skieur alpin américain et son neveu James ont tous fait partie de l'équipe américaine. Son fils Ryan a également porté le maillot américain en compétitions internationales de ski alpin.

## Biographie
Barbara Ann Cochran naît le 4 janvier 1951 à Claremont dans le New Hampshire. En 1960, sa famille part habiter à Richmond dans le Vermont. Derrière la nouvelle maison, une butte permet aux enfants de s'amuser, notamment lorsqu'il neige. Avec son frère Bob et ses sœurs Marylin et Linda, Barbara Cochran est entraînée par son père Mickey, ancien ingénieur,. Il lui apprend notamment comme s'engager au départ pour gagner un temps décisif.
Championne des États-Unis à l'âge de 16 ans, Barbara Cochran entre l'année suivante, en 1967, dans l'équipe américaine de ski alpin. La jeune skieuse s'illustre par une sixième place lors d'une étape de Coupe du monde à Heavenly Valley en 1968. Habituée des départs de la Coupe du monde les cinq saisons suivantes, l'Américaine remporte sa première course de Coupe du monde sur le slalom de Maribor en 1970 et termine deuxième de celui de Val Gardena.
Lors des Jeux olympiques de 1972 à Sapporo au Japon, Barbara Cochran gagne le slalom en 1 min 31 s 24 au cumul des deux manches et remporte la première médaille d'or américaine en ski alpin depuis le double titre de Andrea Mead-Lawrence en 1952. Première skieuse à s'élancer dans la compétition, elle réussit le meilleur temps de la première manche en 46 s 05, elle réussit le deuxième temps de la deuxième manche pour devancer la Française Danièle Debernard de deux centièmes de seconde,. Ce titre olympique lui vaut d'être désignée skieur de l'année par Coronet devant sa sœur Marylin, deuxième, et son frère Bob, quatrième.
En 1976, elle est introduite au temple de la renommé du ski américain.

## Palmarès

### Jeux olympiques d'hiver
| Épreuve / Édition | Descente | Slalom géant | Slalom |
| JO 1972 Sapporo   | —        | 11e          | Or     |

### Championnats du monde
| Épreuve / Édition          | Descente | Slalom géant | Slalom  | Combiné |
| Mondiaux 1970 Val Gardena  | 21e      | 9e           | Argent  | 4e      |
| JO 1972 Sapporo            | —        | 11e          | Or      | —       |
| Mondiaux 1974 Saint-Moritz | —        | 6e           | Abandon | —       |

### Coupe du monde
- 3 victoires : 1 géant et 2 slaloms
- Classement général :
  - 1968 : 37e
  - 1969 : 19e
  - 1970 : 5e
    - 1 victoire en slalom : Maribor

  - 1971 : 8e
    - 1 victoire en géant : Heavenly Valley
    - 1 victoire en slalom : Heavenly Valley

  - 1972 : 12e
  - 1973 : 21e
  - 1974 : 14e

### Arlberg-Kandahar
- Meilleur résultat : 9e place dans le slalom 1973 à Chamonix